# Леонтович Денис Теодорович
Леонт́ович Ден́ис Теод́орович (1868, м. Львів — 29 квітня 1887, с. Новосілка, нині Чортківського району Тернопільської області) — український піаніст. Син Теодора Леонтовича.

## Життєпис
Закінчив Львівську українську гімназію (1886), навчався на правничому факультеті Львівського університету.
У 1873—1887 рр. — учасник концертів: виконував твори класиків та власні обробки народних пісень, акомпонував співакам Євгенові Гушалевичу, Олександрові Мишузі, хору Остапа Нижанківського та іншим; підтримував творчі зв'язки з Анатолем Вахнянином, Євгеном Купчинським.
Помер від плямистого тифу.

## Доробок
Автор вальсів та інших творів для фортепіано, серед яких композиція «Souvenir a mademoiselle la Baronne Hedvige Blazowska valse elegante pour piano par Denis Leontowicz».